# Lords Appellant

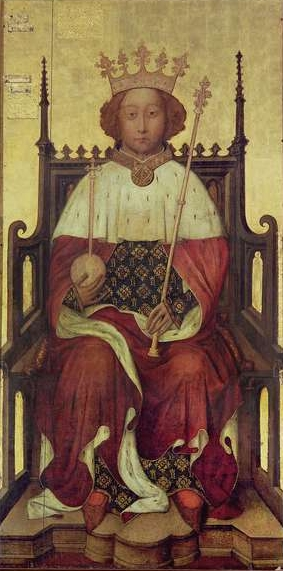
Der de facto entmachtete König Richard II.

Die Lords Appellant waren eine Gruppe Lords, die in den 1380er-Jahren zusammenstanden, um König Richard II. seine politische Macht zu entreißen und an seiner Stelle zu regieren.
Die Bezeichnung leitet sich von ihrer Behauptung ab, “an den König zu appellieren, eine gute Politik zu machen” (speziell gegen einen Frieden mit Frankreich und damit ein Ende des Hundertjährigen Krieges).
Während der Abwesenheit von Richards Onkel und Unterstützer, John of Gaunt, 1. Duke of Lancaster, verschlechterte sich das Verhältnis zwischen Richard II. und den Lords schlagartig. Richard hatte persönliche Günstlinge mit hohen Staatsämtern betraut und dem Hochadel gegenüber bevorzugt. Dazu kam die Bedrohung durch eine französische Invasionsflotte, die sich in Flandern sammelte. Während der Verhandlungen des „Wundervollen Parlaments“ im Herbst 1386 forderte der Kanzler Michael de la Pole, der aus einer Kaufmannsfamilie stammte und von Richard in das höchste Staatsamt entsandt worden war, ungewöhnlich hohe Geldleistungen zur Landesverteidigung. Die Lords und Commons lehnten empört ab und erzwangen die Entlassung de la Poles und des Schatzmeisters John Fordham. Darüber hinaus setzte das selbst nur sporadisch tagende Parlament durch, dass dem König ein ständiges Kontrollgremium zur Seite gestellt werden sollte. Angeführt wurden die Lords Appellant von Thomas of Woodstock, 1. Duke of Gloucester, dem jüngsten Sohn von König Eduard III. und Onkel Richards. Die weiteren Mitglieder waren Richard FitzAlan, 11. Earl of Arundel, Thomas de Beauchamp, 12. Earl of Warwick, Thomas Mowbray, 3. Earl of Norfolk, und Richards Cousin Heinrich Bolingbroke, der später als König Heinrich IV. über England herrschen sollte.
Der König begab sich im Februar 1387 auf eine Rundreise durch England, um sich Unterstützung gegen das Parlament zu verschaffen. Zunächst bildete er ein Richterkollegium, das die Beschlüsse des „Wundervollen Parlaments“ für ungültig erklärte und Hochverratsverfahren gegen die Oppositionsführer vorbereitete. Die Lords Appellant reagierten prompt und zogen Truppen zusammen, die Richard II. in London gefangen setzten. Ein königstreues Entsatzheer, unter Robert de Vere, Duke of Ireland, wurde im Dezember 1387 in der Schlacht von Radcot Bridge in Oxfordshire zerschlagen. Richard blieb zwar im Amt, war aber eine Marionette am Gängelband der Lords Appellant. Der größte Teil seines Hofes wurde jedoch wegen Amtsmissbrauch angeklagt und eingesperrt, vertrieben oder hingerichtet.
Als Richards Onkel John of Gaunt von seinem erfolglosen Kastilien-Feldzug zurückkehrte, gelang es Richard, seine Macht wieder zu verstärken. 1397 begann er seine Rache an allen Mitgliedern der Lords Appellant.